# Juerg Hostettler
Juerg Hostettler (* 1973 von Küsnacht ZH) ist ein Schweizer Unternehmenskommunikator und ehemaliger Regisseur, Drehbuchautor und Filmproduzent.

## Leben
Hostettler gelang über die Produktion von Unternehmensfilmen in die Branche der Unternehmenskommunikation. Er betreibt Filmemachen heute als Hobby und wird gelegentlich als Berater beigezogen – wie beim Swiss Hotel Film Award der Hotelleriesuisse, welcher PR-Auszeichnungen erhielt. Juerg Hostettler war freier Redaktor für das Schweizer Fernsehen und 3sat, Kommunikationschef der Swisscoy (Schweizer Truppen im Kosovo), leitete die Unternehmenskommunikation von Glas Trösch, und später das Kommunikationsteam von World Vision Schweiz und war zuletzt Leiter Kommunikation der  ZHAW School of Management and Law. Von April 2020 bis Mai 2021 war Hostettler Präsident der FDP-Ortspartei in Lindau ZH.

## Filmografie
Der Film Independence Day ist ein Dokumentarfilm über die Entstehung des unabhängigen Kosovo. Er wird vor allem im deutschsprachigen Raum gezeigt.
Juerg Hostettler gewann mit dem TV-Spot FMX 2004 in Deutschland einen Spotlight Award. Der TV-Spot verbreitete sich über die Plattform YouTube.
Zu seinen Werken zählen Image- und Werbefilme, Musikvideos und Beiträge für das Schweizer Fernsehen und die Schweizer Armee.